# Piennes-Onvillers

Piennes-Onvillers este o comună în departamentul Somme, Franța. În 1 ianuarie 2022 avea o populație de 385 de locuitori.